# Королевство Италия (Священная Римская империя)
Итальянское королевство — государство в составе Священной Римской империи, существовавшее с 962 года. Императоры Священной Римской империи носили титул короля Италии, но с середины XIV века власть их на территории Италии была чисто номинальной.

## История
После раздела по Прюмскому договору в 855 году так называемого Срединного королевства образовалось самостоятельное франкское Итальянское королевство. Хотя в 884 году императору Карлу III Толстому удалось ненадолго объединить Каролингскую империю, он был в 887 году низложен, после чего франкское государство окончательно распалось. В 888—961 годах за власть в королевстве переходила из рук в руки. В результате к 861 году Италия фактически распалась на ряд независимых государств, лишь номинально являвшихся частью королевства.
В 961 году папа Иоанн XII обратился к королю Германии Оттону I с просьбой о защите против короля Италии Беренгара II и пообещал ему императорскую корону. Оттон I немедленно перешёл Альпы, одержал победу над Беренгаром II и был признан королём лангобардов (Италии), а затем двинулся в Рим. 2 февраля 962 года Оттон I был помазан на царство и коронован императором.
Королевство Италия вошло в состав образованной в 962 году Священной Римской империи. Однако 15 февраля 1002 года, вскоре после смерти императора Оттона III, итальянская знать в Павии провозгласила королём Италии маркграфа Ивреи Ардуина, правнука Адальберта I Иврейского. В январе 1003 года посланная в Италию новым германским королём Генрихом II Святым армия была разбита, но в 1004 году Генрих лично отправился с армией в Италию, разбив Ардуина, и 15 мая короновался в Павии итальянской короной. Но после его возвращения из Италии Ардуин вскоре вновь стал фактическим правителем королевства. Осенью 1013 года Генрих снова организовал поход в Италию, вынудив Ардуина отступить, а сам он в Риме 14 февраля 1014 года был коронован папой императорской короной. После ухода Генриха из Италии вновь Ардуин начал активные действия, захватив ряд городов и разорив владения епископов, поддерживавших императора. Но противники Ардуина под руководством маркграфа Каноссы Бонифация успешно противостояли ему. В итоге Ардуин потерпел поражение, к военным неудачам добавились проблемы со здоровьем. В результате он отрёкся от престола и укрылся в монастыре Фруттуариа близ Турина, где и умер 14 декабря 1015 года. Хотя его сыновья и соратники продолжили борьбу против императора, но с 1014 года Итальянское королевство окончательно стало частью империи, а её правители использовали титул короля Италии. 
С середины XIV века императоры Священной Римской империи (за исключением Максимилиана I и Карла V) имели чисто номинальную власть в Италии и не вмешивались в её внутренние и внешние дела (см. также Гвельфы и гибеллины).
После французской революции 1789 года во время французских революционных войн Наполеон в ходе итальянской кампании захватил Италию, изгнав оттуда Габсбургов. По договору Кампо-Форми император Франц II в качестве австрийского эрцгерцога признал потерю итальянских владений. На их территории возникло несколько вассальных Франции республик, объединённых в Цизальпинскую республику. Однако на Раштаттском конгрессе мир со всей Священной Римской империей так и не был заключён, и вскоре началась новая революционная война, в ходе которой, австрийцам в союзе с русскими войсками под командованием Суворова удалось изгнать французов из северной Италии. Но после выхода России из войны, и нового похода Бонапарта, Италия была вновь захвачена французами. Франц II, уже как император, по Люневильскому договору окончательно признавал утрату итальянских владений. На их территории в 1802 году была провозглашена Итальянская республика, а в 1805 году — новое королевство Италия.